# Второе правительство Клемансо
Второе правительство Клемансо — кабинет министров, правивший Францией с 16 ноября 1917 года по 18 января 1920 года, в период Третьей французской республики, в следующем составе:
- Жорж Клемансо — председатель Совета министров и военный министр;
- Стефан Пишон — министр иностранных дел;
- Луи Люшё — министр вооружения и военного производства (26 ноября 1918 должность упразднена, а Люшё получил портфель министра промышленного восстановления);
- Жюль Пам — министр внутренних дел;
- Луи Люсьен Клоц — министр финансов;
- Пьер Кольяр — министр труда и условий социального обеспечения (со 2 декабря 1919 — Поль Журден[фр.]);
- Луи Наиль — министр юстиции;
- Жорж Лейг — морской министр;
- Луи Лаффер — министр общественного развития и искусств (с 27 ноября 1919 — Леон Берар);
- Виктор Боре — министр сельского хозяйства и поставок (с 20 июля 1919 — Жозеф Нуланс);
- Анри Симон — министр колоний;
- Альбер Клавей — министр общественных работ и транспорта (с 5 мая 1919 — также министр торгового флота);
- Этьен Клементель — министр торговли, промышленности, торгового флота, почт и телеграфов (с 5 мая 1919 — министр торговли, промышленности, почт и телеграфов, с 27 ноября 1919 должность занимал Луи Дюбуа[фр.]);
- Шарль Жоннар — министр блокады и освобождённых областей (с 23 ноября 1917 года — Альбер Лебрен, с 24 декабря 1918 — должность именовалась «министр освобождённых областей»; с 6 ноября 1919 должность занимал Андре Тардьё)